# Jaromír Vrba

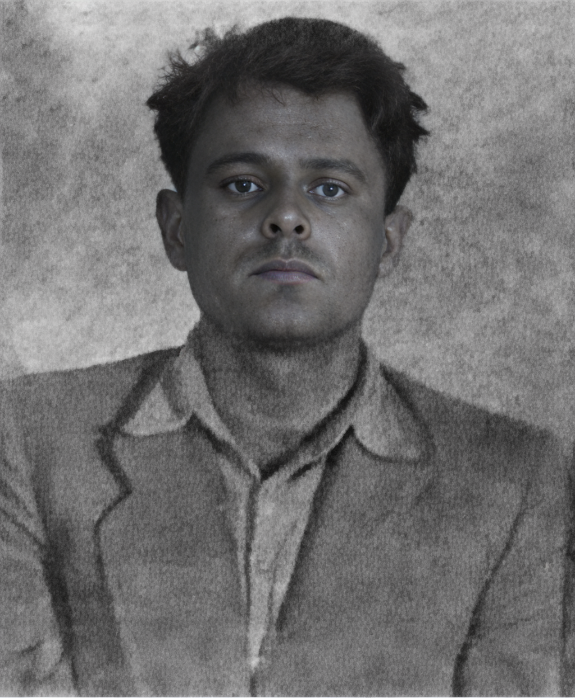
Jaromír Vrba

Jaromír Vrba (* 5. Juli 1920 in Stražisko; † 19. Dezember 1950 in Brünn) war ein tschechischer Partisan und Mitglied des tschechoslowakischen Anti-Nazi-Widerstands.
Er war Gärtner und arbeitete einige Jahre im Gartenbaubetrieb seines Vaters. 1943 ließ sich Jaromír in der Stadt Chemnitz nieder, floh jedoch kurz darauf von dort. 1944 ließ er sich in der Slowakei nieder. Als Partisan kämpfte er unter Janko Ušiak in der Nähe von Strečno. Er erhielt den Rang eines Partisanenleutnants, die Tapferkeitsmedaille und den Orden des Slowakischen Nationalaufstandes. 1945 heiratete er Adéla Chmelařová, mit der er einen Sohn Jan (* 1947) und eine Tochter Adéla (* 1949) hatte.
1948 begann er in Zlín ein geheimes Widerstandsnetzwerk zu organisieren. Später engagierte er sich in der Widerstandsgruppe Svetlana. Hier wurde er de facto Kommandeur seiner Sektion in Zlín. Allerdings wurde die Svetlana-Gruppe von Anfang an von der Staatssicherheit (StB. tschechisch: Státní Bezpečnost) unterwandert. Der Verantwortliche für die Weitergabe von Informationen aus der Widerstandsgruppe war Antonín Slabík.
1949 kam es zu Konflikten zwischen den beiden Männern. Vrba verlor allmählich das Vertrauen in Slabík und empfand seine Handlungen zunehmend als leicht verdächtig. Kurz vor der Auflösung der Gruppe brach er den Kontakt zu ihm ab, warnte seine Begleiter vor ihm und tauchte unter. Es war jedoch zu spät.
Dann floh Vrba, weil er bereits zu den meistgesuchten Personen der StB und des Nationalen Sicherheitskorps (SNB. tschechisch: Sbor Národní Bezpečnosti) gehörte. Am 20. April 1949 wurde Jaromír von Mitgliedern der SNB am Bahnhof Vsetín festgenommen. Doch auf dem Weg zur Polizeistation zog Jaromír eine Pistole und schoss tödlich auf Bohumil Hýl, den Wachmann, der ihn festgenommen hatte. Bei dieser Gelegenheit gelang ihm die Flucht, doch später, am 2. Juni desselben Jahres, wurde er erneut verhaftet. Er wurde vor Gericht gestellt und zum Tode verurteilt. Seine Hinrichtung fand am 19. Dezember 1950 in Brünn statt.